# Teatro Machiavelli
Il Teatro Machiavelli è un teatro sito in Catania presso il Palazzo San Giuliano.

## Storia
Fu inaugurato il 30 settembre 1864 in un locale seminterrato del palazzo dei marchesi di San Giuliano in via Ogninella (oggi via Euplio Reina), già nel 1861 trasformato in un teatro dall'attore ed impresario teatrale Angelo Grasso che vi fondò l'Opira di Don Ancilu. Il nome "Machiavelli" col quale venne ribattezzato, venne suggerito al fondatore da un padre gesuita. Sorto come teatro per l'Opera dei pupi, costruito in legno, era lungo 50 metri e illuminato a gas,  ed aveva due palchetti a destra e due a sinistra, un loggiato angusto e una platea per 600 spettatori. Alla morte del fondatore avvenuta nel 1888, la moglie Francesca Tudisco fece chiudere il teatro.
Le attività del Machiavelli -nel frattempo ricostruito in muratura - ripresero nel 1891 con compagnie di attori dialettali siciliani e la sua gestione fu assunta qualche tempo dopo da Giovanni Grasso, figlio del fondatore, che riprese l'Opera dei pupi. Nel 1897 Grasso abbandonò l'attività di puparo e iniziò quella di attore drammatico con la fondazione di una propria compagnia teatrale che debuttò con I mafiusi de la Vicaria di Rizzotto e proseguì con altri drammi quali Malìa di Capuana, Cavalleria rusticana di Verga e Otello di Shakespeare. Al Machiavelli, oltre allo stesso Grasso, mossero i loro primi passi sul palcoscenico attori e attrici quali Mimì Aguglia, Desdemona Balistrieri, Marinella Bragaglia, Salvatore Lo Turco, Totò Majorana, Angelo Musco, Attilio Rapisarda e Carmelina Tria. Al teatro dei Grasso vi debuttò inoltre il commediografo belpassese Nino Martoglio. 
Nel 1903 il teatro venne distrutto da un incendio; riaperto successivamente, nel 1906 la gestione venne affidata a Domenico (Micio) Grasso, fratello minore di Giovanni. Chiuse definitivamente nel 1912.

## Il teatro oggi
Dopo la sua chiusura, lo scantinato che fu sede del Teatro Machiavelli dal 1933 ospitò i magazzini UPIM. Dopo diversi decenni rimase chiuso. 
I locali dello storico teatro catanese sono stati recuperati e riadibiti alla loro funzione teatrale nel 2010 grazie all'intervento dell'Università degli Studi di Catania, che ne è proprietaria; il Teatro Machiavelli viene riaperto al pubblico il 17 ottobre 2014 e da allora fino al 2020 è stato gestito dall'Associazione di Promozione Sociale Ingresso Libero fondata nel 2009 dal regista Lamberto Puggelli.